# Слабое место (фильм, 1993)
«Слабое место» — американский фильм-драма производства кинокомпании Hallmark.

## Сюжет
Драма развивается вокруг работающей женщины, у которой не хватает времени на семью. Её дочь стала кокаиновой наркоманкой.

## В ролях
- Джоан Вудворд
- Лора Линни